# Comté de Stone (Missouri)
Pour les articles homonymes, voir Comté de Stone.
Le comté de Stone (Stone County) est un comté de l'État du Missouri aux États-Unis. Le siège du comté se situe à Galena.  Au recensement de 2000, la population était constituée de 28.658 individus.

## Géographie
Selon le bureau du recensement des États-Unis, le comté totalise une surface 1.323 km² dont 123 km² d’eau. 

### Comtés voisins
- Comté de Christian (Missouri)  (nord)
- Comté de Taney  (est)
- Comté de Carroll (Arkansas)  (sud)
- Comté de Barry (Missouri)  (ouest)
- Comté de Lawrence (Missouri)  (nord-ouest)

### Routes principales
- Missouri Route 13
- Missouri Route 76
- Missouri Route 86
- Missouri Route 173
- Missouri Route 176
- Missouri Route 248
- Missouri Route 265
- Missouri Route 413

## Démographie
Selon le recensement de 2000, sur les 28 658 habitants, on retrouvait 11.822 ménages et 8.842 familles dans le comté. La densité de population était de 24 habitants par km² et la densité d’habitations (16 241 au total)  était de 14 habitations par km². La population était composée de 97,64 % de blancs, de 0,07 % d’afro-américains, de 0,61 % d’amérindiens et de 0,18 % d’asiatiques.
25,60 % des ménages avaient des enfants de moins de 18 ans, 64,7 % étaient des couples mariés. 21,4 % de la population avait moins de 18 ans, 6,2 % entre 18 et 24 ans, 23,8 % entre 25 et 44 ans, 29,7 % entre 45 et 64 ans et 18,9 % au-dessus de 65 ans. L’âge moyen était de 44 ans. La proportion de femmes était de 100 pour 96,3 hommes.
Le revenu moyen d’un ménage était de 32.637 dollars.